# América de Cali
Az América de Cali egy 1927-ban alapított kolumbiai labdarúgócsapat, melynek székhelye Cali városában található.
Az egyesület jelenleg is az első osztályú bajnokság küzdelmeiben vesz részt. A Millonarios és az Atlético Nacional után, 15 bajnoki címével Kolumbia harmadik legeredményesebb együttese.

## Sikerlista

### Hazai
- 14-szoros kolumbiai bajnok: 1979, 1982, 1983, 1984, 1985, 1986, 1990, 1992, 1997, 2000, 2001, 2002 (Apertura), 2008 (Finalización), 2019 (Finalización)

### Nemzetközi
- 1-szeres Merconorte-kupa győztes: 1999

## Játékoskeret
2016. június 10-től
| #  |           | Poszt | Név               |
| -- | --------- | ----- | ----------------- |
| 1  | Kolumbia  | K     | Carlos Bejarano   |
| 23 | Kolumbia  | K     | John Meneses      |
|    | Uruguay   | K     | Sebastián Fuentes |
| 4  | Argentína | V     | Diego Herner      |
| 16 | Kolumbia  | V     | Juan Angulo       |
|    | Kolumbia  | V     | Jarol Martínez    |
|    | Kolumbia  | V     | Arnol Palacios    |
|    | Kolumbia  | V     | Efraín Cortés     |
|    | Kolumbia  | V     | Camilo Pérez      |
| 5  | Kolumbia  | KP    | Diego Basto       |
| 6  | Kolumbia  | KP    | Camilo Ayala      |
| 7  | Uruguay   | KP    | Aníbal Hernández  |
| 8  | Kolumbia  | KP    | David Ferreira    |

| #  |           | Poszt | Név                 |
| -- | --------- | ----- | ------------------- |
| 11 | Kolumbia  | KP    | Bryan Uruena        |
| 20 | Kolumbia  | KP    | Jeison Lucumí       |
| 21 | Kolumbia  | KP    | Stiven Tapiero      |
|    | Kolumbia  | KP    | Brayan Angulo       |
|    | Kolumbia  | KP    | Steven Rivera       |
|    | Kolumbia  | KP    | Jhonny Vásquez      |
| 9  | Argentína | CS    | Ernesto Farías      |
| 24 | Kolumbia  | CS    | Feiver Mercado      |
|    | Kolumbia  | CS    | Alejandro Peñaranda |
|    | Kolumbia  | CS    | Geimer Balanta      |
|    | Kolumbia  | CS    | Yessi Mena          |
|    | Kolumbia  | CS    | Jonathan Agudelo    |

## A klub híres játékosai
| - Carlos Alvarado Villalobos (1950) - Quarentinha (1965) - Jorge Ramón Cáceres (1973), (1976–81) - Hugo Tocalli (1976–77) - Oscar Más (1977–78) - Aurelio Pascuttini (1977–82) - Juan Manuel Battaglia (1979–89) - Gerardo Aquino (1979–86) - Ladislao Mazurkiewicz (1980) - Roque Raul Alfaro (1981–83) - Julio César Falcioni (1981–89) - Willington Ortiz (1982–88) - Álex Escobar (1983–96) - Antony de Ávila (1983–87), (1988–95), (2009) - César Cueto (1984–85) - Guillermo La Rosa (1984–85) - Roberto Cabañas (1984–87) - Ricardo Gareca (1985–88) - Wilson Pérez (1985–95), (1999) - Carlos Ischia (1986) - Albeiro Usuriaga (1986), (1990–93) - Julio César Uribe (1987), (1989) - Sergio Santin (1987–89) - Miguel Guerrero (1988–90), (1991–92) - Jorge Raul Balbis (1990–91) | - Bernardo Redín (1990–91) - Alexis Mendoza (1990–92) - Leonel Álvarez (1990–92), (1995) - Freddy Rincón (1990–93) - Wilmer Cabrera (1990–97) - Eduardo Niño (1990–92), (1993–98) - Jorge da Silva (1991–94) - John Harold Lozano (1991–94) - Jorge Bermúdez (1991–96), (2005) - Nestor Fabbri (1993) - Ángel David Comizzo (1993) - Óscar Córdoba (1993–97) - Jersson González (1993-02), (2003–05), (2008–09), (2011) - Rubén Darío Hernández (1994) - Jairo Castillo (1994), (1996–00), (2002–03), (2005), (2011) - Marco Etcheverry (1995) - Giovanny Hernández (1995–96) - Eber Moas (1995–96) - Frankie Oviedo (1995–2000) - Jesús Sinisterra (1996) - Diego Gómez (1992–1994), (1996–1999), (2005–06), (2007) - Adolfo Valencia (1997) - Rolando Fonseca (1997) - Fabián Vargas (1998-03) - Róbinson Zapata (1998-00), (2003–04) | - Jhon Viáfara (2000–01) - Luis Barbat (2000–02) - Sergio Herrera (2000–02), (2004) - David Ferreira (2000–05) - Manuel Neira (2001–02) - Julián Viáfara (2001–06), (2011–12) - Andrés González (2003–07) - Edwin Valencia (2004–06) - Pablo Armero (2004–08) - Adrián Ramos (2004–09) - Fabián Estay (2005) - Leonel Gancedo (2006) - Pablo Galdames (2006) - Carlos Valdés (2006–09) - Rafael Dudamel (2007–08) - Luis Tejada (2007–08) - Iván Vélez (2007–09) - Jhon Valencia (2007–09) - Adrián Berbia (2008) - Alejandro Limia (2008) - Duván Zapata (2008–11) - Diego Chará (2009) - Alexis Viera (2009–10), (2013–) - Ronaille Calheira (2011) |